# Monyo

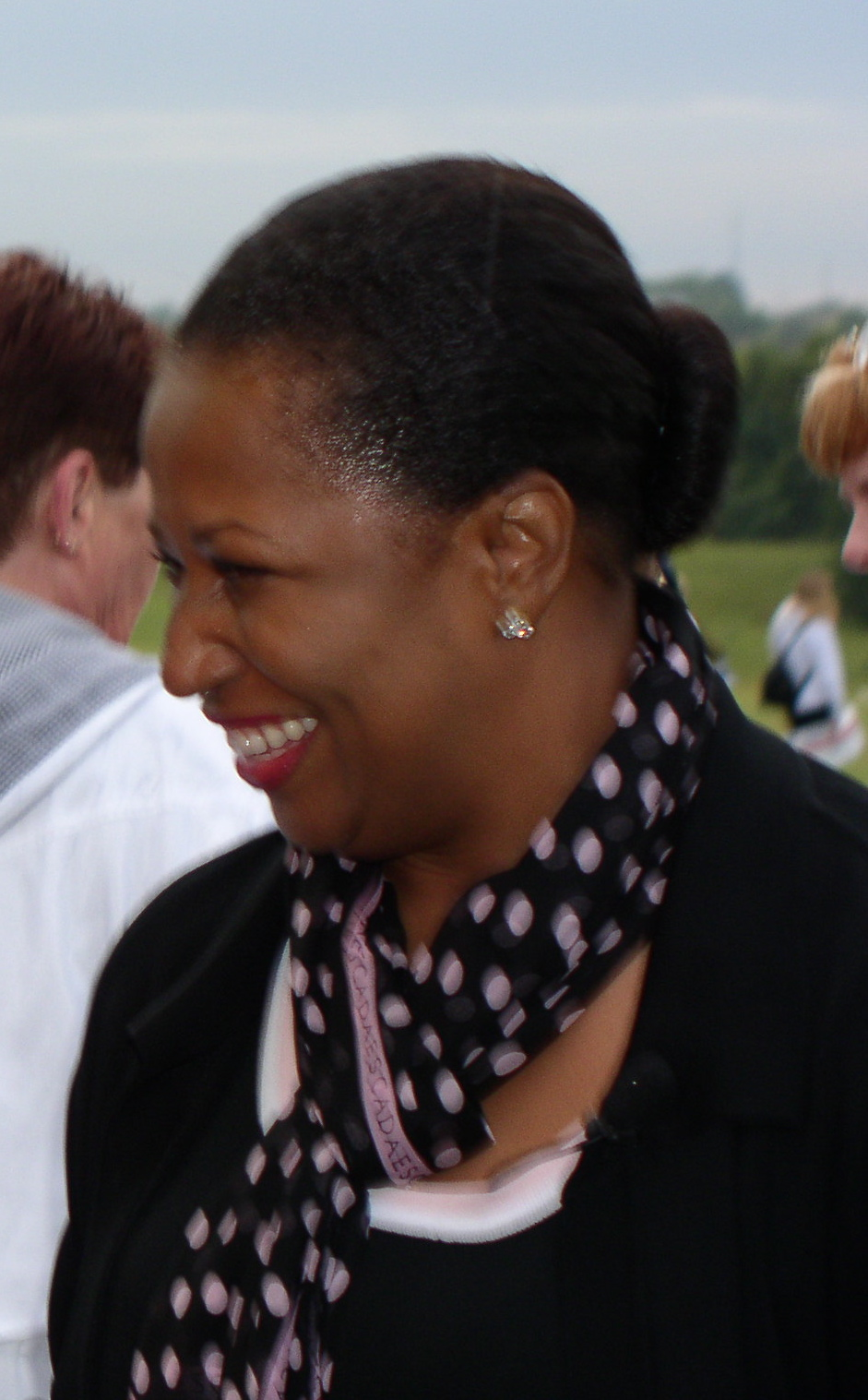
Carol Moseley Braun amb tannara

Un monyo, una trossa, una castanya o tannara, és un tipus de pentinat popular. La trossa s'elabora generalment fixant els cabells en un nus al clatell, però hi ha moltes variacions diferents de l'estil. S'usen sovint per a les ocasions especials, com en casaments (especialment, per la núvia) i balls formals, però el monyo bàsic també s'empra per a fer esport.

## Història
La història de la tannara remunta a l'antiga Grècia, on les dones ateneses empraven comunament aquest estil de pentinat subjectant els cabells amb forquilles d'or o ivori fetes a mà. Els homes atenesos van usar també el monyo, però el lligaven amb una mena de llagosta d'or  segons la història de la guerra de Peloponès per Tucídides. El monyo era específic d'Atenes, ja que altres ciutats estat, com ara Esparta i Xipre, tenien el seu propi estil de perruqueria. El monyo era també popular a la Xina antiga, on les dones casades van usar el pentinat baix de punt.
El monyo va obtenir renom durant l'època victoriana, durant aquest temps, les trosses eren sovint construccions enormes que incloïen cabells o coixins falsos. El renom de les trosses es va recuperar de nou en els anys 40 en què moltes dones van usar la trossa amb un mocador de cap mentre que treballaven en fàbriques per a recolzar l'esforç de la guerra durant la Segona Guerra Mundial. Actualment, la trossa roman popular per la seva associació amb l'elegància francesa, i la facilitat amb la qual una trossa pot ser feta; i fins i tot l'artista pop Lady Gaga ha inventat un pentinat una mica estrany amb les seves perruques el qual consisteix a tenir una castanya al cap.